# Fonte do Lugar
Fonte do Lugar é um património histórico da vila de Sendim, Município de Miranda do Douro.
Trata-se de uma construção em granito da Idade Média, de estilo românico, tendo sido a reconstrução de uma fonte romana.[carece de fontes?]
Fonte de mergulho de planta rectangular, coberta externamente com telhado de 2 águas e internamente abobadada, tendo átrio rebaixado.
Fontaínhas na base da parede fundeira do tanque; escadas de acesso ao interior do tanque no lado esquerdo da fachada.